# Dubrow

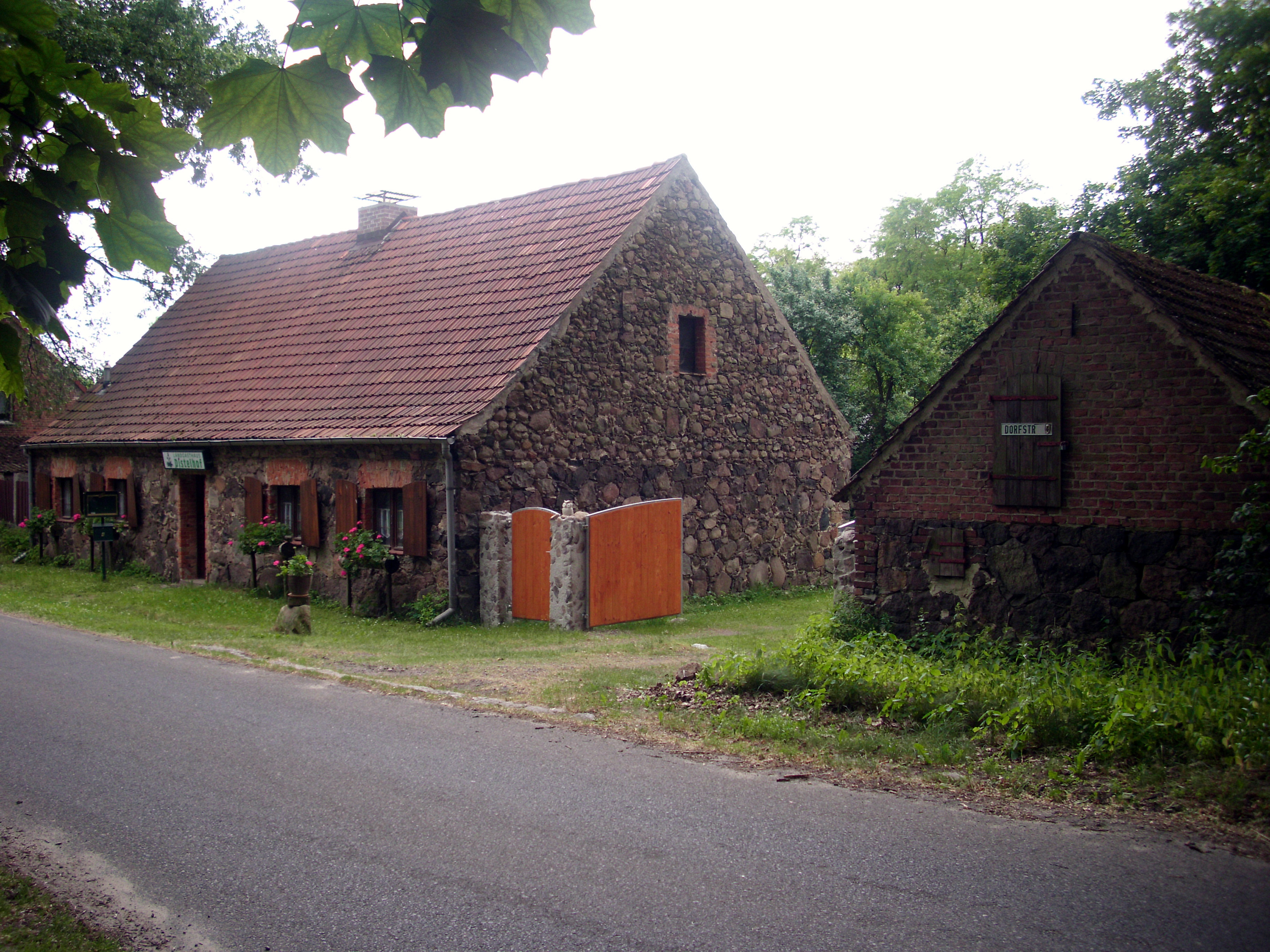
Denkmalgeschützte Landgaststätte „Distelhof“

Dubrow ist ein Ortsteil der Gemeinde Müllrose südöstlich von Berlin im Landkreis Oder-Spree in Brandenburg.

## Geografie

### Gemeindegliederung
Dubrow ist seit 1974 ein Ortsteil nordwestlich von Müllrose. Der Name ist vermutlich slawischen Ursprungs, dub = „Eiche“, ein alter Flurname, welcher „Eichenau“ bedeutet, scheint diese Annahme zu bestätigen. Er tritt erstmals 1438 in Urkunden des Kartäuserklosters in Frankfurt (Oder) auf: vsz wente an den dobbrow. 1464 wird von dem Duberow uf den grůnenberg, aber auch an den doberaw gesprochen. Ann diesem Ortte, am Dubero, an dem Mülrosischen wege vnd gräntze beschreibt den Ort 1606, um 1775 findet sich die Schreibweise „Duberow“ wieder.

## Geschichte

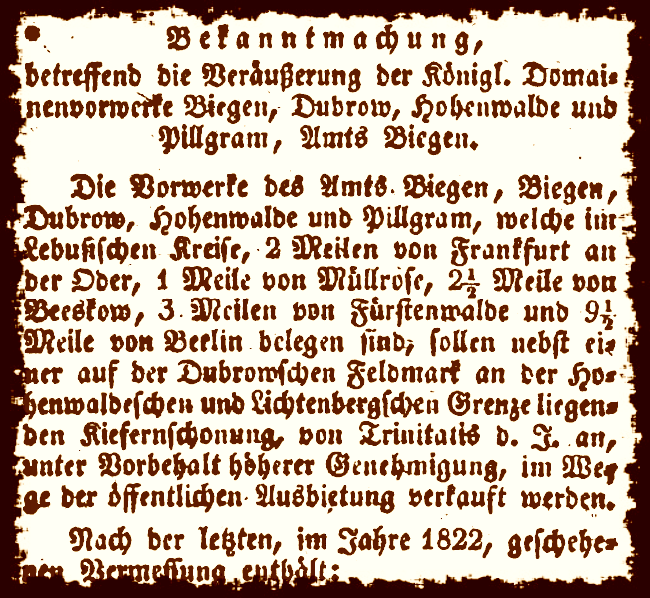
Bekanntmachung zur Veräußerung 1832

Seit 1588 finden sich urkundliche Erwähnungen des Vorwerkes Dubrow, auf welchem die von Burgsdorff eine Schäferei betreiben. Im Jahre 1701 finden sich auf dem Vorwerk 8 Ritterhufen, welche erheblich erweitert werden in den folgenden Jahren, 1749 weideten bereits 500 Schafe neben anderem Vieh auf dem Gut, welches aus 840 Morgen (Mg) 165 Quadratruten (QR) Ackerland, 60 Mg 75 QR Wiese und 3 Mg 89 QR Gartenland bestand.
Als 1766 die Kolonie Dubrow gegründet wurde, konnte zunächst nur eine von den geplanten acht Stellen, diese mit zwei Morgen Land, besetzt werden. Das Gut war 1058 Mg, 20 QR groß, die Kolonisten besaßen insgesamt nur 5 Morgen. Von 1783 bis 1832 unterstand das Vorwerk Dubrow dem Amt Biegen. Die Ansiedlung bestand nur aus wenigen Kolonisten, 1801 lebten in der Kolonie sechs Büdner und ein Schiffer, im Vorwerk werden neben drei Einliegern drei Feuerstellen gezählt. 1832 wurde vom Fiskus das Vorwerk mit 1249 Mg und 85 QR (Vermessung von 1822) verkauft und blieb nach dem Erwerb durch den Amtmann und praktischen Landwirt Fischer bis 1852 in seinem Besitz.
Auch in der Folgezeit blieb der Ort sehr klein, die Bewohnerzahlen schwankten stark, 1875 lebten in Dubrow 86, im Jahr 1890 121 Einwohner. Im Jahr 1900 wurden in der Kolonie 7 und im Vorwerk 6 Häuser gezählt, zehn Jahre später zählte die Statistik insgesamt 83 Einwohner. Man betrieb auf Grund seiner Lage überwiegend Land- und Forstwirtschaft. Eingekircht in Müllrose gingen die Kinder dort auch zur Schule, das Standesamt war in Biegenbrück.
Am 30. Januar 1945 erfolgt der Absturz einer Ju 52 in Dubrow, im Frühjahr 1945 folgt der Absturz einer Rata.
Der Ort blieb klein, die Häuser des Dorfkernes wurden nach dem Zweiten Weltkrieg abgerissen, an ihrer Stelle ist heute eine Wiese. Die wenigen verbliebenen Einwohner gründeten 1959 eine LPG, welche 1971 an Müllrose angegliedert wurde, zu diesem Zeitpunkt lebten 108 Menschen in Dubrow.
Auf Grund seiner Größe wurde der Ort 1974 nach Müllrose eingemeindet. Bis zum Abzug der sowjetischen Streitkräfte Anfang der 1990er befand sich im Waldgebiet des Ortes eine ausgedehnte Kasernenfläche, welche sich bis nach Biegen zog. Heute bezeugen noch wenige Gebäuderuinen und Munitionsreste die Vergangenheit des Waldreviers, da 1998 die Landesagentur für Struktur und Arbeit (LASA) Brandenburg Maßnahmen der ABM und SAM nutzte, um die Flächen wieder einer zivilen Nutzung zuzuführen.

## Wirtschaft und Infrastruktur

### Verkehr
Dubrow liegt südlich der Bundesautobahn 12, welche von Frankfurt (Oder) nach Berlin verläuft und ist über die Abfahrt Müllrose zu erreichen. Außerdem verläuft die Ortsumgehung Müllrose B87, B87n direkt am Ort. Dieser ist an das Radwegenetz von Müllrose angeschlossen, welches den Zugang im etwa 18 km entfernten Frankfurt (Oder) über den Oder-Neiße-Radweg zum Europaradweg R1 bietet.

### Wirtschaft
Das Forstgut „Falkenmoor“ ist in Privatbesitz.

### Tourismus
Die idyllische Lage in der Nähe zu Müllrose sowie der „Distelhof“ machen Dubrow interessant. Als Besonderheit findet sich im Ort ein kleines Feuerwehrhaus als Wohnhaus und die Andachten der Kirchengemeinde finden in einem Raum auf dem Gelände des einzigen Lebensmittelgeschäftes statt.

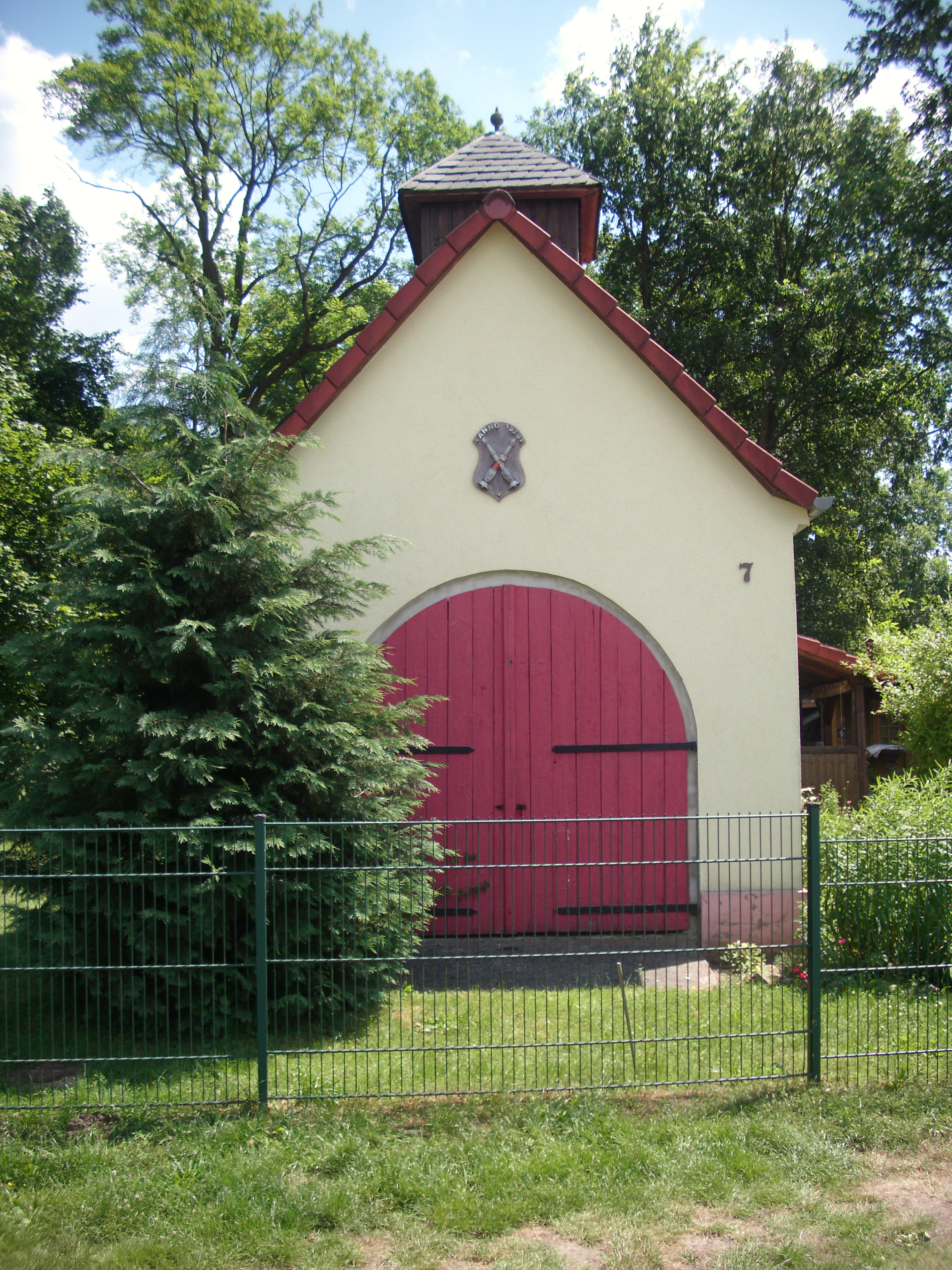
Feuerwehrhaus von 1929, heute Wohnhaus
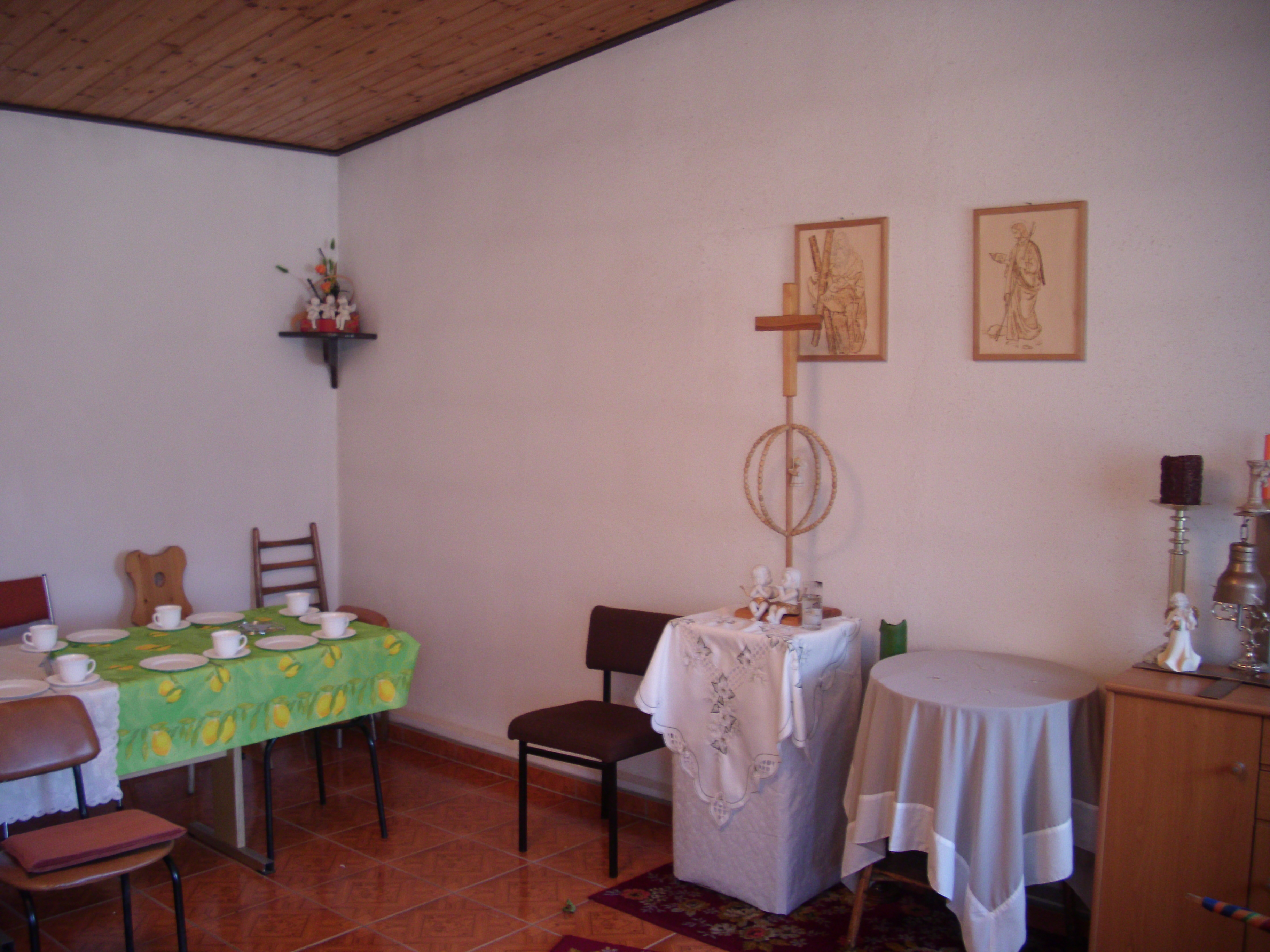
Andachtsraum der Gemeinde
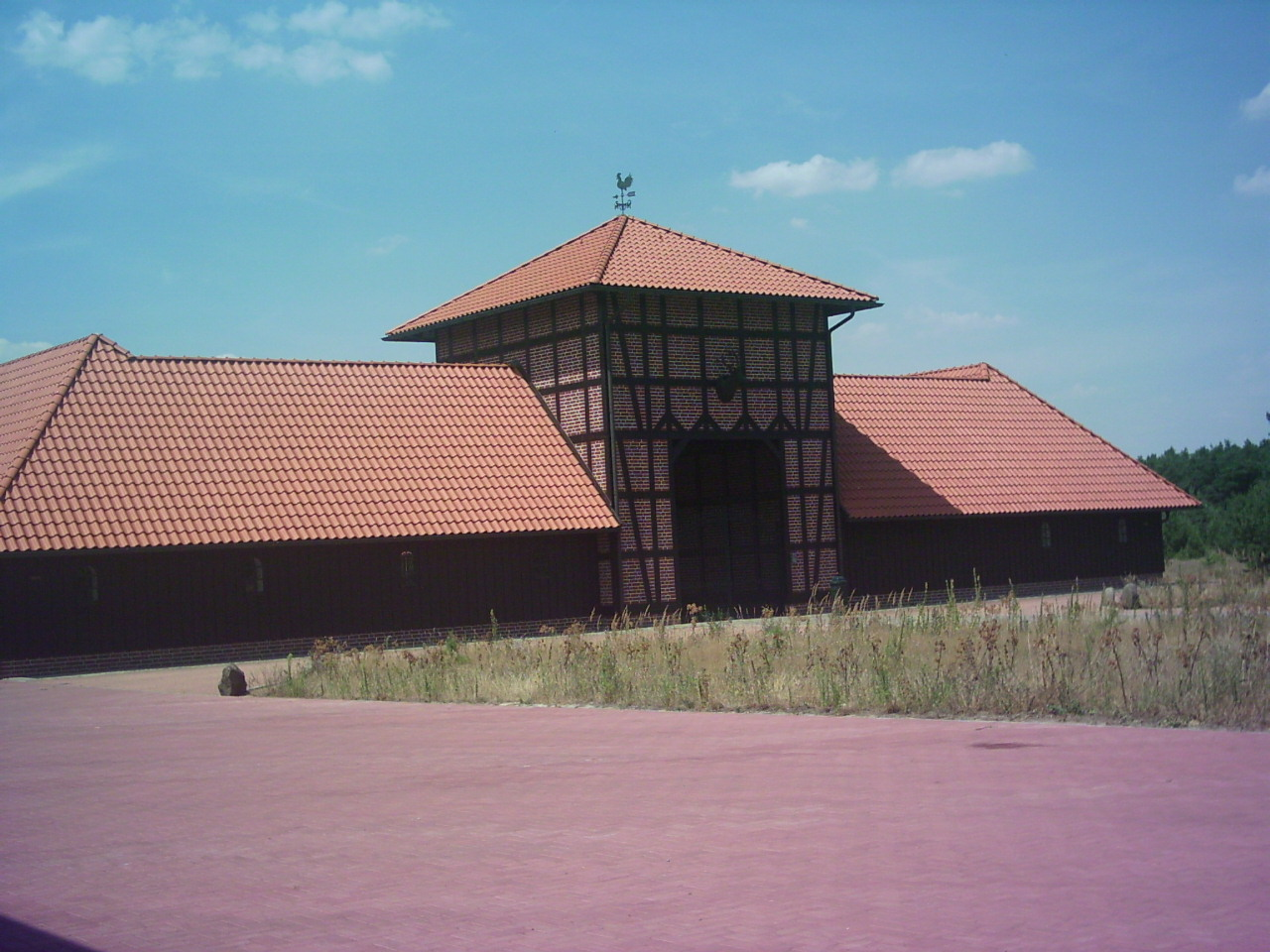
Forstgut „Falkenmoor“

### Bildung
Eine Grundschule und eine Oberschule befinden sich in Müllrose, weiterführende Schulen gibt es in Frankfurt (Oder).

## Persönlichkeiten
- Gerhard Marggraff (1892–nach 1956), Werbegrafiker

## Quelle
- Historisches Ortslexikon für Brandenburg. Teil VII: Lebus. Bearb. von Peter P. Rohrlach. Weimar: Böhlau, 1983, Veröffentlichungen des Staatsarchivs Potsdam, S. 73f.